# Pallenopsis arctica
Pallenopsis arctica is een zeespin uit de familie Pallenopsidae. De soort behoort tot het geslacht Pallenopsis. Pallenopsis arctica werd in 1956 voor het eerst wetenschappelijk beschreven door Stock. 